# Кнуд VI (король Данії)
Кнуд VI або Кнуд Вальдемарсен (1163 — 12 листопада 1202) — король Данії у 1182–1202 роках, король венедів з 1185 р.
І по батьківській, і по материнський лінії був нащадком Великих князів Київський Ярослава Мудрого та Мстислава Великого.

## Життєпис
Походив з династії Естрідсенів. Старший син короля Данії Вальдемара I Великого (онука Великого князя Київського Мстислава І) і принцеси Софії (правнучки Королі Русі Ярополка Ізяславича).
У 1170 році його батько зробив Кнуда своїм співправителем. У 1182 році після смерті Вальдемара I він успадкував трон та був проголошений королем.
У внутрішній політиці новий король спирався на єпископа Абсалона, який став відповідати за справи всередині країни. На початку правління було придушено велике селянське повстання в Сконе. Спокій на півдні Ютландії та у Шлезвігу забезпечувався завдяки братові Вальдемару.
Сам Кнуд VI зайнявся зовнішньої політикою. Спочатку він відмовився підтверджувати васальну присягу імператорові Фрідріху I Барбароссі. У 1182 році приєднав до своїх володінь Галланд. Вступив у союз з Генріхом Левом Вельфом, герцогом Саксонії та Баварії (ще у 1177 році пошлюбив його доньку).
До 1185 року захопив балтійське узбережжя Священної Римської імперії. Останнім підкорив племена західних слов'ян та Богуслава I Померанського. На честь цього Кнуд узяв титул король венедів. Пізніше він зумів відбити напад Бернхарда Асканія, нового герцога Саксонії. У 1189 році розбив Вартислава Гріффіна, каштеляна Штеттіна.
У 1196–1197 роках король здійснив успішний похід проти естів, повернувшись до Данії з великою здобиччю. У 1199–1201 роках було придушено повстання на чолі із графом Адольфом III Гольштейнським. У 1201 році король надав допомогу єпископу Альбрехту I фон Аппельдерну проти балтійського племені лівів.
Король Кнуд VI помер 12 листопада 1202 року, не залишивши спадкоємців.

## Родовід
Кнуд VI веде свій родовід, в тому числі, й від Великих князів Київських 